# Cyril Burt

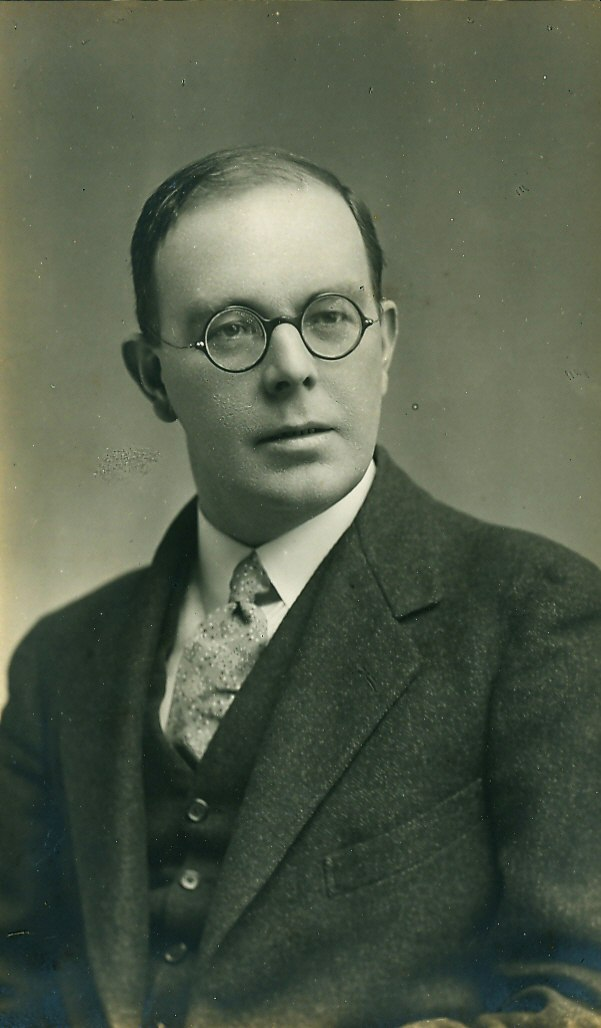
Cyril Burt

Sir Cyril Lodowic Burt (ur. 3 marca 1883 w Londynie, zm. 10 października 1971) – angielski psycholog, autor prac z dziedziny psychologii wychowawczej i statystyki. Pamiętany za prace nad dziedzicznym uwarunkowaniem inteligencji, uważane za przykład naukowego oszustwa.
Był najstarszym dzieckiem lekarza Cyrila Cecila Barrowa Burta i jego żony Marthy. Studiował nauki przyrodnicze i psychologię na Uniwersytecie w Oxfordzie, gdzie jego nauczycielem był William McDougall, studia psychologiczne uzupełniał u Oswalda Külpego w Würzburgu. Od 1908 roku wykładał psychologię na Uniwersytecie w Liverpoolu. Od 1913 roku pracował jako psycholog szkolny na rzecz London County Council. W 1931 roku otrzymał katedrę psychologii na University College London, jako następca Charlesa Spearmana.
W 1958 roku został honorowym przewodniczącym stowarzyszenia Mensa.
Jeszcze za życia Burta kwestionowano niektóre jego wyniki badań statystycznych, dowodzących dziedziczenia inteligencji. Szczegółowe sprawdzenie wyników Burta przeprowadzone przez Olivera Gillie (1976) i Leona Kamina (1974) potwierdziło, że znaczna część wyników badań statystycznych została przez Burta sfałszowana.